# Західний Токчин
Західний Токчи́н (рос. Западный Токчин) — село у складі Дульдургинського району Забайкальського краю, Росія. Входить до складу Токчинського сільського поселення.

## Історія
Село було утворено 2014 року шляхом виділення зі складу села Токчин.